# Seznam olympijských medailistů ve skocích na trampolíně
Toto je kompletní seznam olympijských medailistů v Skoky na trampolíně od roku 2000.

## Muži
| Rok      | Zlato                                                    | Stříbro                            | Bronz                             |
| -------- | -------------------------------------------------------- | ---------------------------------- | --------------------------------- |
| LOH 2000 | Alexander Moskalenko · Rusko (RUS)                       | Ji Wallace · Austrálie (AUS)       | Mathieu Turgeon · Kanada (CAN)    |
| LOH 2004 | Jurij Nikitin · Ukrajina (UKR)                           | Alexander Moskalenko · Rusko (RUS) | Henrik Stehlik · Německo (GER)    |
| LOH 2008 | Chunlong Lu · Čína (CHN)                                 | Jason Burnett · Kanada (CAN)       | Dong Dong · Čína (CHN)            |
| LOH 2012 | Dong Dong · Čína (CHN)                                   | Dmitrij Ušakov · Rusko (RUS)       | Chunlong Lu · Čína (CHN)          |
| LOH 2016 | Uladzislau Gančarou · Bělorusko (BLR)                    | Dong Dong · Čína (CHN)             | Lei Gao · Čína (CHN)              |
| LOH 2020 | Ivan Litvinovič · Bělorusko (BLR)                        | Dong Dong · Čína (CHN)             | Dylan Schmidt · Nový Zéland (NZL) |
| LOH 2024 | Ivan Litvinovič · Individuální neutrální sportovci (AIN) | Wang Zisai · Čína (CHN)            | Yan Langyu · Čína (CHN)           |

## Medailové pořadí zemí
| Pořadí             | Země               | Zlato | Stříbro | Bronz | Celkem |
| ------------------ | ------------------ | ----- | ------- | ----- | ------ |
| 1.                 | Čína (CHN)         | 2     | 2       | 3     | 7      |
| 2.                 | Bělorusko (BLR)    | 2     | 0       | 0     | 2      |
| 3.                 | Rusko (RUS)        | 1     | 2       | 0     | 3      |
| 4.                 | Ukrajina (UKR)     | 1     | 0       | 0     | 1      |
| 5.                 | Kanada (CAN)       | 0     | 1       | 1     | 2      |
| 6.                 | Austrálie (AUS)    | 0     | 1       | 0     | 1      |
| 7.                 | Německo (GER)      | 0     | 0       | 1     | 1      |
| 8.                 | Nový Zéland (NZL)  | 0     | 0       | 1     | 1      |
| Celkem po LOH 2020 | Celkem po LOH 2020 | 6     | 6       | 6     | 18     |